# 재벌X형사
《재벌X형사》는 2024년 1월 26일부터 2024년 3월 23일까지 방송된 SBS 금토 드라마이다. 러시아 드라마 실버 스푼을 원작으로 했으며, 총 16부작으로 방송되었다.

## 프로그램 소개
철부지 재벌 3세인 주인공이 강력팀 형사가 되어 돈과 빽으로 수사 활동을 하는 드라마

## 제작진

### 제작사
- 스튜디오S
- 빅오션ENM
- 비에이엔터테인먼트

### 극본
- 김바다: 넷플릭스 《마이 네임》 집필

### 연출
- 김재홍: SBS 금토 드라마 《악의 마음을 읽는 자들》(공동 연출), 《악귀》(공동 연출) 연출

## 등장 인물

### 주요 인물
- 안보현: 진이수 역 - 한수 그룹 막내아들, 재벌 3세 (아역: 장선율)
- 박지현: 이강현 역 - 강하경찰서 강력1팀 팀장

### 강하경찰서 사람들
- 강상준: 박준영 역 - 강하경찰서 강력1팀 팀원
- 김신비: 최경진 역 - 강하경찰서 강력 1팀 팀원
- 김병춘: 황성구 역 - 강하경찰서 서장
- 이도엽: 박찬건 역 - 강하경찰서 형사과장
- 김결: 안병식 역 - 강하경찰서 강력2팀 팀장

### 이수네 가족들
- 장현성: 진명철 역 - 한수 그룹 회장
- 곽시양: 진승주 역 - 이수의 형/한수 그룹 부회장.
- 김명수: 최정훈 역 - 이수의 비서 / 한수그룹 명예이사
- 전혜진: 조희자 역 - 진명철의 처

### 강현네 가족들
- 권해효: 이형준 역 - 강현의 부 / 과거 강하경찰서 형사과장
- 윤유선: 고미숙 역 - 강현의 모 / 가정 주부

### 그 외 인물
- 정가희: 윤지원 역 - 국립과학수사연구원의 부검의
- 김로사: 이수민 역 - DN광고대표 / 천방호회장 두 번째 부인 / 천태양, 천태성 엄마
- 최동구: 김영환 역 - 이수의 중학교 친구 / 영화 제작사 대표
- 서동원: 이기석 역 - SBC 탐사보도부 팀장
- 장혁진: 왕종태 역 - 국민자유당 3선 의원

### 에피소드 별 인물

#### 2~3화: 요트 살인사건
- 이달: 천태성 역

#### 3~4화: 유명화백 미술관 살인사건
- 이황의: 노영재 역
- 박세준: 권도준 역
- 이진희: 주화영 역
- 김범수: 배진규 역
- 권한솔: 이예선 역

#### 5~6화: 노인 연쇄살인사건
- 김중희: 박재근 역
- 한준우: 고영범 역
- 진초록: 옥션 매니저 역
- 김정우: 윤 실장 역

#### 7~8화: 지석동 오피스텔 살인사건
- 명재환: 최선우 역 - 유명 IT 기업가
- 정진우: 조성구 역
- 최희진: 서유경 역

#### 9~10회 한유라 살인사건
- 최성혁: 우상태 역

#### 11~12회 오륜회 에피소드
- 성환: 이성욱 역 - 오륜회의 전 총무.
- 신희국: 문동수 역
- 이다영: 이성욱의 아내 역
- 최정우: 보리 역

#### 13~16화
- 홍서준: 한대훈 역
- 김윤성: 최현배 역
- 이재한: 최현태 역
- 정유미: 오미연 역

### 기타 인물
- 미상: 유명 모델 역
- 미상: 독거 노인의 손녀 역
- 미상: 골동품 전문가 역
- 미상: 의문의 남자 역
- 미상: 김도형 역
- 미상: 서유경 박사의 스승 역
- 미상: 부동산 중개인 역
- 미상: 무당 역
- 미상: 문동수의 유가족 역
- 정승원: 이성욱의 살해 당일 CCTV에서 발견했던 용의자 역
- 백수희: 오륜회 매니저 역
- 미상: 한대훈 사망 사건의 용의자 역

### 특별 출연
- 김의성(1회)
- 안세호: 이창현 역 - 강도 살인범(1회)
- 오희준(1회)
- 백종원(1회)[1][2]
- 박세리(1회)[3]
- 유희관(1회)
- 정찬성(1회)
- 조규성(1회)[4]
- 이시아: 김선영 역 - 이수의 어머니 역(1회~5회)
- 박보경(2회)
- 천희주: 정이나 역(2회~3회)
- 김선경: 재벌 사모님 역(3회~4회)
- 김로사: 이수민 역(3회)
- 이황의(3회~5회)
- 박형수(3회)
- 이진희 : 주화영 역(4회~5회)
- 장규리: 태초희 역[5](4회)
- 장혁진(5회)
- 한준우: 고영범 역(5회)[6]
- 김중희: 박재근 역(5회)[7]
- 이나은: 한유라 역[8](6회, 9회)
- 하윤경 : 홍은아 역[9](7회)
- 강성연 : 백상희 역[10](9회)
- 최태준 : 하남수 역[11](9회)
- 윤지원 : 예지 역(11회)
- 백수희: 김정연 / 오륜회 매니저 역[12](11회)
- 최정우: 신우혁 역(11회)

## 시청률
최저 시청률과 최고 시청률은 시청률 조사회사와 지역별로 시청률에 차이가 있을 수 있습니다.
| 2024년 | 2024년   | 2024년         | 2024년       | 2024년 |
| 회차   | 방송일   | 닐슨 시청률    | 닐슨 시청률  |        |
| 회차   | 방송일   | 대한민국(전국) | 서울(수도권) |        |
| ------ | -------- | -------------- | ------------ | ------ |
| 제1회  | 1월 26일 | 5.7%           | 5.8%         |        |
| 제2회  | 1월 27일 | 6.9%           | 7.0%         |        |
| 제3회  | 2월 2일  | 6.6%           | 7.2%         |        |
| 제4회  | 2월 3일  | 6.3%           | 6.6%         |        |
| 제5회  | 2월 16일 | 6.0%           | 6.9%         |        |
| 제6회  | 2월 17일 | 6.2%           | 7.2%         |        |
| 제7회  | 2월 23일 | 9.9%           | 10.4%        |        |
| 제8회  | 2월 24일 | 11.0%          | 11.5%        |        |
| 제9회  | 3월 1일  | 9.3%           | 9.9%         |        |
| 제10회 | 3월 2일  | 9.7%           | 10.0%        |        |
| 제11회 | 3월 8일  | 8.3%           | 8.7%         |        |
| 제12회 | 3월 9일  | 10.1%          | 11.0%        |        |
| 제13회 | 3월 15일 | 8.3%           | 8.1%         |        |
| 제14회 | 3월 16일 | 9.8%           | 10.6%        |        |
| 제15회 | 3월 22일 | 9.5%           | 9.9%         |        |
| 제16회 | 3월 23일 | 9.3%           | 10.1%        |        |

## 편성 변경 및 결방 사유
- 2024년 2월 9일: 설 특선 영화 《육사오(6/45)》 편성으로 인해 결방.
- 2024년 2월 10일: 설 특선 영화 《귀공자》 편성으로 인해 결방.
- 2024년 3월 22일, 3월 23일: 15회, 16회 70분 확대 편성.

## 수상 목록
- 2024년 SBS 연기대상 남자 신인연기상 (강상준)
- 2024년 SBS 연기대상 남자 신인연기상 (김신비)
- 2024년 SBS 연기대상 미니시리즈 장르•액션 부문 남자 우수연기상 (곽시양)
- 2024년 SBS 연기대상 미니시리즈 장르•액션 부문 여자 우수연기상 (박지현)
- 2024년 SBS 연기대상 미니시리즈 장르•액션 부문 남자 최우수연기상 (안보현)
- 2024년 아시아 아티스트 어워즈 배우 부문 베스트 아티스트상 (안보현)

## 같이 보기
- 대한민국의 텔레비전 드라마 목록 (ㅈ)
- 2024년 대한민국의 텔레비전 드라마 목록